# La Versanne
La Versanne é uma comuna francesa na região administrativa de Auvérnia-Ródano-Alpes, no departamento de Loire. Estende-se por uma área de 15,13 km². Em 2010 a comuna tinha 381 habitantes (densidade: 25,2 hab./km²).